# Фрэмптон, Питер

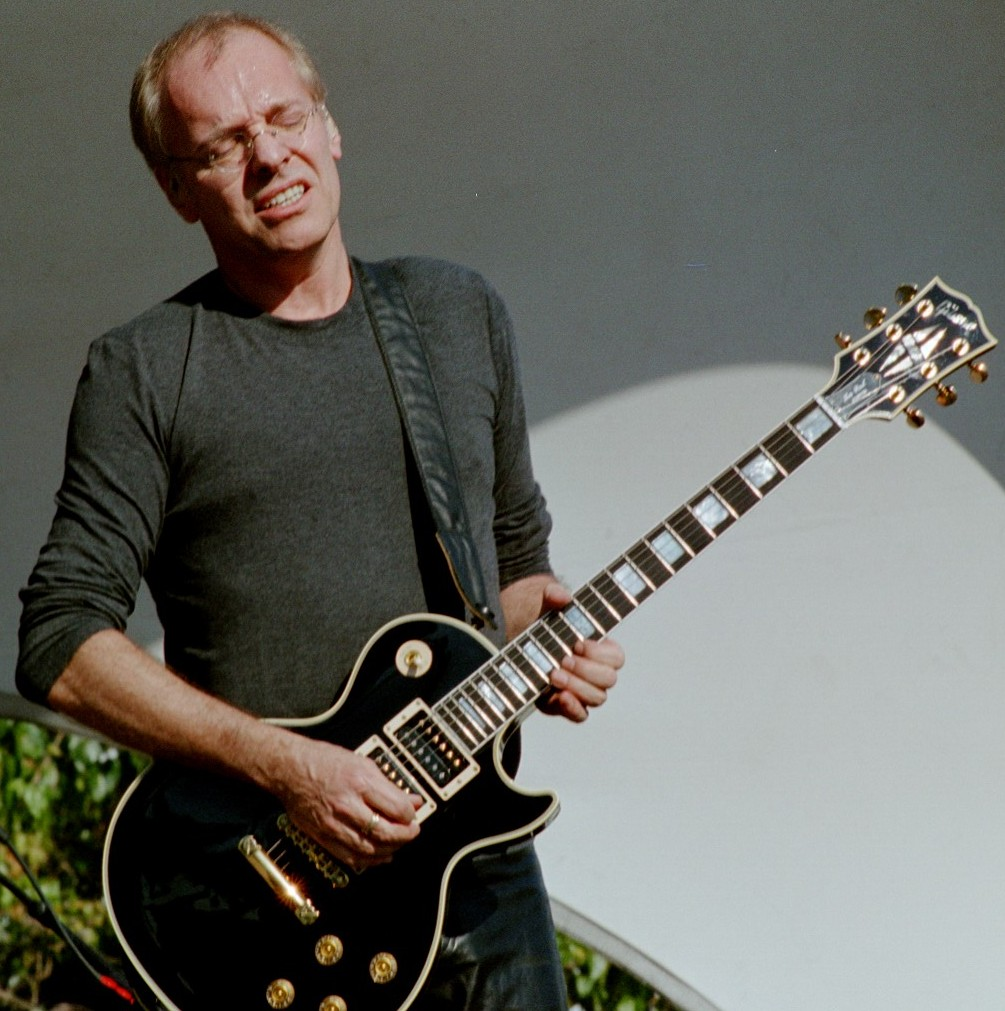
Фрэмптон получил премию Грэмми на 49-й церемония Грэмми (2007).

Питер Кеннет Фрэмптон (англ. Peter Kenneth Frampton, род. 22 апреля 1950) — британский рок-певец, гитарист и автор-исполнитель, лауреат премии Грэмми.

## Биография
Родился 22 апреля 1950 года в Бромли (Большой Лондон, Великобритания).
Впервые заинтересовался музыкой в 7 лет, когда обнаружил на бабушкином чердаке банджолеле (гибрид банджо и укулеле), он сам научился играть на гитаре и фортепиано. В возрасте 8 лет начал изучать классическую музыку.
В начале своей карьеры Фрэмптон не имел большого коммерческого успеха. Всё резко изменилось с выходом в 1976 году сверхуспешного живого концертного альбома Frampton Comes Alive!, и синглов с него «Baby, I Love Your Way», «Show Me the Way» и «Do You Feel Like We Do». Frampton Comes Alive вышел в январе и дебютировал в чарте 14 февраля на позиции № 191. Диск пробыл в американском хит-параде Billboard Top LPs & Tape в течение 97 недель, из которых 55 находился в top-40, и 10 недель на первой позиции. Он стал одним из главных бестселлеров 1976 года вместе с альбомом Fleetwood Mac группы  Fleetwood Mac, а также № 14 в следующем 1977 году. Было продано 6 млн пластинок и он стал самым успешным концертным живым альбомом в истории (на то время, а сейчас он на четвёртом месте). Сертифицирован в шестикратном платиновом статусе.

## Личная жизнь
Фрэмптон был трижды женат и имеет трёх детей. Его первой женой была Мэри Ловетт (1972—1976). Второй супругой стала Barbara Gold (1983—1993), которая родила двоих детей, Джейд и Джулиан. Сын Джулиан пошёл по стопам отца, став музыкантом. Он неоднократно выступал с отцом на концертах. Его третьей женой 13 января 1996 года стала Тина Эльферс, с которой у них родилась дочь, актриса Mia Frampton; они развелись в Лос-Анджелесе 22 июня 2011 года.
Питер Фрэмптон является строгим вегетарианцем.

## Награды и номинации

### Победа
- Премия «Грэмми» за лучший современный инструментальный альбом (2007), альбом Fingerprints
- Премия «Джуно» за лучший международный альбом (1977), альбом Frampton Comes Alive!

### Номинации
- Премия «Грэмми» за лучший альбом года (1977, номинация)
- Премия «Грэмми» за лучшее инструментальное рок-исполнение (2001, номинация), «Off the Hook»
- Премия «Грэмми» за лучшее инструментальное рок-исполнение (2007, номинация), кавер песни «Black Hole Sun»

## Дискография
- Wind of Change (1972)
- Frampton's Camel (1973)
- Somethin's Happening (1974)
- Frampton (1975)
- Frampton Comes Alive! (1976)
- I'm in You (1977)
- Where I Should Be (1979)
- Breaking All The Rules (1981)
- The Art of Control (1982)
- Premonition (1986)
- When All the Pieces Fit (1989)
- Peter Frampton (1994)
- Frampton Comes Alive II (1995)
- Now (2003)
- Fingerprints (2006)
- Thank You Mr. Churchill (2010)
- Hummingbird in a Box (2014)